# Оповім ти дашто
"Оповім ти дашто" – проєкт лемківських казок, озвучених відомими українцями з лемківським корінням, зокрема співачкою Христиною Соловій, фронтменом гурту KOZAK SYSTEM Іваном Леньо, акторкою та співачкою Галиною Баранкевич, політикинею Софією Фединою.

## Автор
Мишко Адамчак (справжнє ім'я Михайло Адамчак; нар. 8 грудня 1986 року, м. Івано-Франківськ) – музикант, доброволець, парамедик, учасник російсько-української війни з 2015 року в складі батальйону "Госпітальєри", який входить до Української добровольчої армії.

## Історія створення
У 1945 році бабусі й дідусі Мишка Адамчака були насильно виселені з села Тилява (Центральна Лемківщина) в Радянську Україну.Після народження онука, вже в Івано-Франківську, вони розповідали йому казки особливою лемківською говіркою рідного краю.
З віком хлопець пов’язав своє життя з музикою і зрозумів, що з усієї усної народної творчості лемків найповніше зафіксовано пісенний фольклор. Натомість оповідна традиція, зокрема казки, поступово зникає, не будучи належно зафіксованою в літературі, наукових працях або мистецьких проєктах.
Розселення лемків, особливо з Північної Лемківщини, призвело до втрати частини культурної спадщини та зникнення носіїв діалекту. Казка як форма дитячої соціалізації, носій ідентичності та культурного коду опинилася під загрозою зникнення.
"Зараз лемківська фольклорна спадщина стрімко відходить разом із носіями її діалекту та культури. Казка, що формує національну ідентичність дитини та знайомить її із світом — зникає, не будучи зафіксованою у літературі, науці, мистецтві — і забирає із собою великий пласт культурницької місії, яка закладена у ній", — ділиться Михайло в своєму профілі в Інстаграмі.
З метою збереження цих елементів нематеріальної культурної спадщини, Михайло Адамчак ініціював проєкт «Оповім ти дашто», заручившись підтримкою представників лемківської громади та дослідників фольклору.

## Казки
- "Війна між собакою і вовком"
- "Миша, жаба і лелека"
- "Про вдову, її дочку та пасербицю"
- "Про вовкулаку"
- "Святий Миколай і злодії"
- "Як одного чоловіка телятко з’їло"
- "Як двоє мандрівників гостювали в хаті Голода"
- "Про ледачого Мацька"
- "Як вовк допоміг старому собаці"
- "Як циган допоміг візникові"
- "Пригоди козака Мамариги"
- "Циган і чорт"
- "Про трьох синів"
- "Про князя і його коня"
- "Про лемка"
- "Про змія, що сидів над Лабівцем"
- "Орач і жебрак"
- "Усім не вгодиш"

## Оповідачі казок
- Галина Баранкевич – заслужена артистка України, акторка Івано-Франківського національного академічного драматичного театру імені Івана Франка.
- Арсен Дмитрик – український військовослужбовець, підполковник, командир батальйону спецпризначення бригади Національної гвардії України «Азов».
- Віра Дудар-Дидина – директорка музейного комплексу «Лемківське село» (м. Монастириська, Тернопільщина), співорганізаторка лемківського фестивалю «Дзвони Лемківщини».
- Іван Леньо – український музикант, акордеоніст, лідер гурту «Kozak System», лейтенант спецпідрозділу Патрульної поліції. Родина походить із лемківського села Криниця.
- о. Анатолій Дуда-Квасняк – священник Івано-Франківської Архиєпархії, настоятель Церкви свв Володимира та Ольги в Музеї народної архітектури та побуту у Львові імені Климентія Шептицького.
- Теодор Лабик – голова Калуської міської громадської організації Всеукраїнського товариства «Лемківщина», учасник ансамблю «Студенька», ініціатор фестивалю лемківської культури «Співочий гай», ансамблю троїстих музик «Калуські гудаки», вокального ансамблю «Терки».
- Софія Федина – українська співачка, телеведуча, політична і громадська діячка, член Президії Світової федерації українських лемківських об’єднань. Народний депутат України. Кандидат політичних наук. Доцент кафедри міжнародних зв’язків і дипломатичної служби Львівського університету ім. Франка.
- Максим Равлюк-Турчиняк – лінґвіст, дослідник лемківських говірок, діялектолог проєкту “Оповім ти дашто”. Голова Львівської обласної організації Всеукраїнського товариства «Лемківщина».
- Христина Соловій – українська співачка, авторка-виконавиця пісень, має лемківське коріння із села Одрехова.
- Ірина Янцо – лідерка гурту «Анця» та менеджерка гурту «Рокаш» (м. Ужгород).
- Василь Демчак – корінний лемко, учасник товариства «ЛемКиїв». Народився на Луганщині, батько родом із с.Брунари, мама – з с.Снітниця.
- Ростислав Татомир – музикант, лідер гурту Lemko Bluegrass Band (м. Львів)
- о.-др. Богдан Прах – священник УГКЦ, доктор філософії, віцепрезидент Українського католицького університету (м. Львів)
- Ольга Бенч – музикознавець, кандидат мистецтвознавства (1990), доцент, професор, Заслужена діячка мистецтв України (1998), Народна артистка України (2010), заступниця міністра культури і туризму України (2005-2010), Генеральний консул України в Пряшеві, Словаччина (2010-2015).
- Микола Крупей – громадський діяч, дослідник лемківської культурної спадщини (м. Львів).
- Степан Барна – український військовослужбовець, громадсько-політичний діяч, старший сержант 10 ОГШБр Збройних сил України.
- Микола Горбаль – музикант, поет, політик, громадський діяч, член Української Гельсинської групи (УГГ). Довголітній політв’язень (провів 16 років у радянських таборах).